# 索戈蒙·泰赫利里安
索戈蒙·泰赫利里安（1896年4月2日—1960年5月23日），亚美尼亚革命者、士兵，他于1921年3月15日在柏林暗杀了奥斯曼帝国前大維齊爾塔拉特帕夏。他在早些时候杀死了曾为奥斯曼秘密警察工作并帮助编制了4月被驱逐的亚美尼亚知识分子名单的哈鲁特后，被委托执行暗杀。1915年2月24日在亚美尼亚知识分子大驱逐中被驱逐出境。
暗杀塔拉特是复仇女神行动的一部分，这是亚美尼亚革命联盟对第一次世界大战期间负责亚美尼亚种族灭绝的奥斯曼帝国政府成员的报复计划。塔拉特帕夏在1919-1920年之间被土耳其军事法庭缺席判处死刑，并被视为种族灭绝的主要策划者。经过两天的审判，德里安被德国法院裁定无罪释放。
泰赫利里安被亚美尼亚人视为民族英雄。 

## 生平
索戈蒙·泰赫利里安于1896年4月2日出生在在奥斯曼帝国埃尔祖鲁姆州的帕卡里奇村，并在埃尔津詹成长。
泰赫利里安的父亲曾前往塞尔维亚，以确保全家计划搬到该国。在1905年回国后，他被捕入狱6个月。在此期间，泰赫利里安一家从内尔金巴加里搬到了埃尔津詹。泰赫利里安在 埃尔津詹的教会小学接受了初步教育。在格罗纳根亚美尼亚裔高中毕业后，他前往塞尔维亚学习工程学，并计划在德国继续深造。

## 种族灭绝

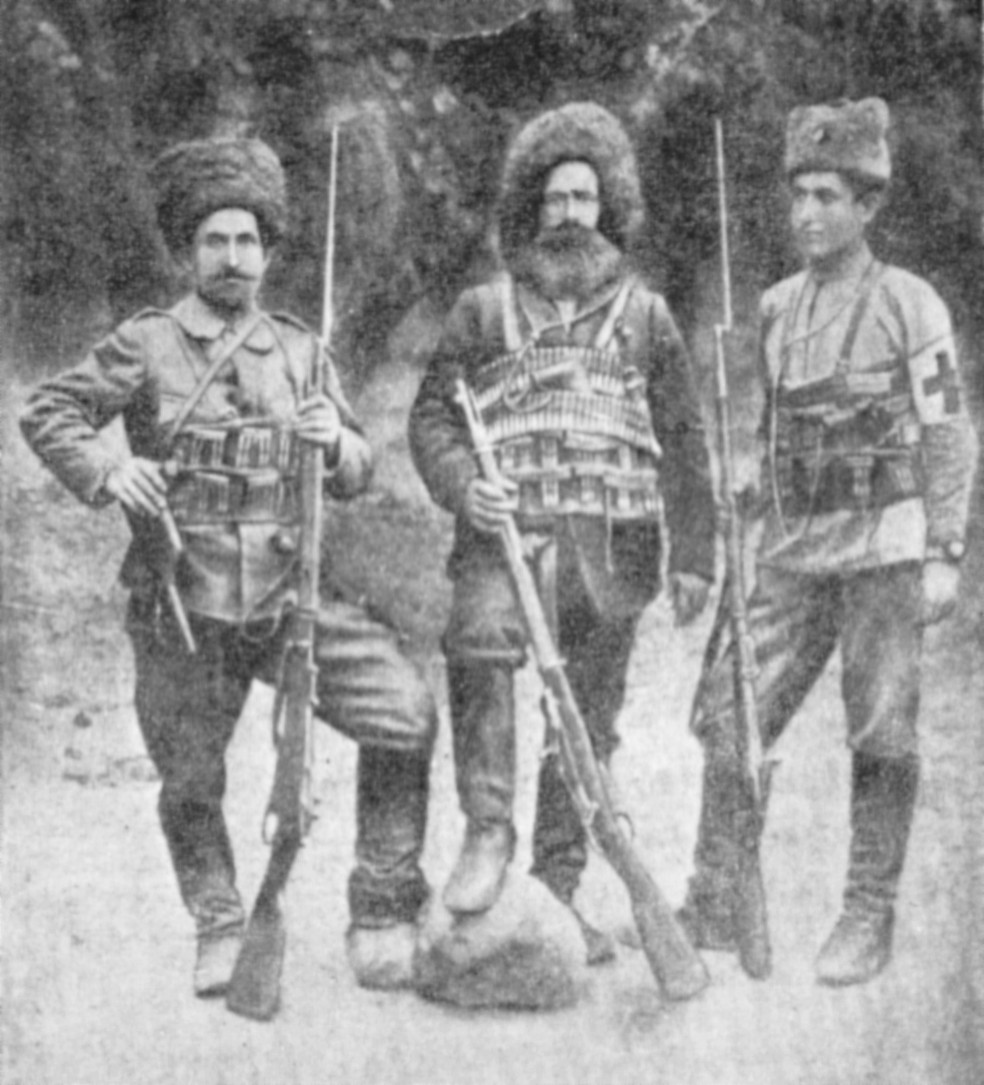
作为俄罗斯军队的志愿者的索戈蒙（右）、萨哈克和米萨克·特利里安（兄弟）

1914年6月，他在塞尔维亚的瓦列沃。那年秋天，特利里安前往俄罗斯并加入军队，在高加索前线的一个志愿部队中服役，以对抗土耳其人。
根据《历史上不为人知的伟大故事：大于生活的人物和改变世界的戏剧性事件》，1915年6月，奥斯曼当地警察下令驱逐埃尔津詹的所有亚美尼亚人。包括泰赫利里安的母亲、三个姐妹、他姐姐的丈夫、他的两个兄弟和一个两岁的侄女被驱逐出境。泰赫利里安在亚美尼亚种族灭绝中一共失去了 85 名家人。
2016 年，泰赫利里安的儿子在匿名接受《独立报》的采访时表示，泰赫利里安的母亲和他的哥哥Vasken在种族灭绝中丧生——后者正在学习医学并住在贝鲁特——但泰赫利里安没有姐姐，他的父亲在俄罗斯参加战争，他的另外两个兄弟在塞尔维亚。

## 刺杀塔拉特帕夏
战后，泰赫利里安前往君士坦丁堡，在那里他刺杀了曾为奥斯曼秘密警察工作并帮助编制了四月被驱逐出境的亚美尼亚知识分子名单的哈鲁蒂安·姆格迪蒂奇安。与此同时，为了暗杀亚美尼亚种族灭绝罪魁祸首，特利里安杀害了 姆格迪蒂奇安， 复仇女神组织的特工说服他去刺杀塔拉特帕夏。1920 年中期，复仇女神组织提供经费来让泰赫利里安前往美国，加罗向他简要介绍说，对主要肇事者宣判的死刑尚未执行，凶手在流放后继续进行反亚美尼亚活动。那年秋天，土耳其民族主义运动入侵亚美尼亚。 泰赫利里安收到了七位 CUP 领导人的照片，复仇女神正在追踪他们的行踪，然后启程前往欧洲，首先前往巴黎。在日内瓦，他以机械工程专业学生的身份获得了前往柏林的签证，并于12月2日离开。
泰赫利里安的主要目标是塔拉特帕夏 ，他是控制奥斯曼帝国的军事三巨头“三帕夏”的成员。他是前内政部长和大维齐尔（相当于总理的办公室），并因其在亚美尼亚种族灭绝中的突出作用而闻名。当他在柏林夏洛滕堡区的哈登伯格大街4号找到塔拉特帕夏的地址后，泰赫利里安在他家附近租了一套公寓，这样他就可以研究他的日常生活。
1921年3月15日早上，当塔拉特离开位于 Hardenbergstraße 的房子时，泰赫利里安一直在跟踪他。他穿过马路从对面的人行道上看他，然后再次穿过马路从他身边走过以确认他的身份。然后他转身，用枪指着他的脖子朝他开了一枪。 塔拉特被Luger P08手枪的一发子弹击落。暗杀发生在光天化日之下，导致德国警方立即逮捕了泰赫利里安，他的手下Armen Garo和Shahan Natalie告诉他不要逃离犯罪现场。 

## 审判
泰赫利里安因谋杀罪受审，但最终被十二人陪审团无罪释放。在魏玛共和国成立后不久，他的审判在当时广受关注，泰赫利里安由三名德国辩护律师代理，其中包括基尔大学法学教授西奥多·尼迈耶博士。牧师和亚美尼亚种族灭绝幸存者格里戈里斯·巴拉基安、德国活动家约翰内斯·莱普修斯和德国陆军将军奥托·利曼·冯·桑德斯（曾在战争期间担任奥斯曼军队的元帅）是被传唤作为审判证人的几位知名人士之一。
审判不仅审查了泰赫利里安的行为，还审查了泰赫利里安对塔拉特是亚美尼亚驱逐和大屠杀的主要肇事者的想法。辩护律师没有试图否认泰赫利里安杀害了一名男子的事实，而是专注于亚美尼亚种族灭绝对 泰赫利里安精神状态的影响。 泰赫利里安在审判期间声称，他曾于 1915年出现在埃尔津詹，并与他的家人一起被驱逐出境，并亲眼目睹了他们的谋杀。当法官问他是否感到内疚时，泰赫利里安说：“我不认为自己有罪，因为我的良心很清楚……我杀了一个人。但我不是凶手。” 
在受审期间，泰赫利里安声称，他在德国时，在梦中看到了他的母亲，母亲因为看到了塔拉特帕夏而对她的儿子嗤之以鼻，而且还没有报仇。   
陪审团花了一个多小时后，对泰赫利里安做出无罪的判决。 
德国人对判决的反应不一，在那些同情亚美尼亚人或普遍支持人权的人中普遍赞成。记者埃米尔·路德维希（ Emil Ludwig ）写道：“只有当一个国家社会组织起来成为国际秩序的保护者时，亚美尼亚杀手才会逍遥法外，因为没有土耳其帕夏有权将一个国家送入沙漠”。 
暗杀事件后，泰赫利里安搬到了美国的克利夫兰。然后他搬到了马赛，随后又搬到了南斯拉夫，最终娶了同样来自埃尔津詹的阿纳希特·塔蒂基安。  1917 年他们第一次见面时，她 15 岁。 
在塞尔维亚的日子里，特利里安是射击俱乐部的成员，被认为是一名熟练的射手。 这对夫妇搬到贝尔格莱德并一直住到 1950 年，当时他们先搬到卡萨布兰卡，然后搬到巴黎，最后搬到旧金山。 他在那里担任邮政职员，并以Saro Melikian的名字生活。 
泰赫利里安于1960年死于顱內出血并被安葬在加利福尼亚州弗雷斯诺的亚拉腊公墓。泰赫利里安的纪念碑坟墓是一座方尖碑，上面有一只镀金的老鹰正在杀死一条蛇。据报道，这座纪念碑的原始艺术家被引述说，这只鹰是“……亚美尼亚人民的正义之臂，将他们的愤怒伸向以蛇为象征的塔拉特帕夏”。 纪念碑本身位于墓地中央，有一条红砖砌成的人行道，周围环绕着柏树。 

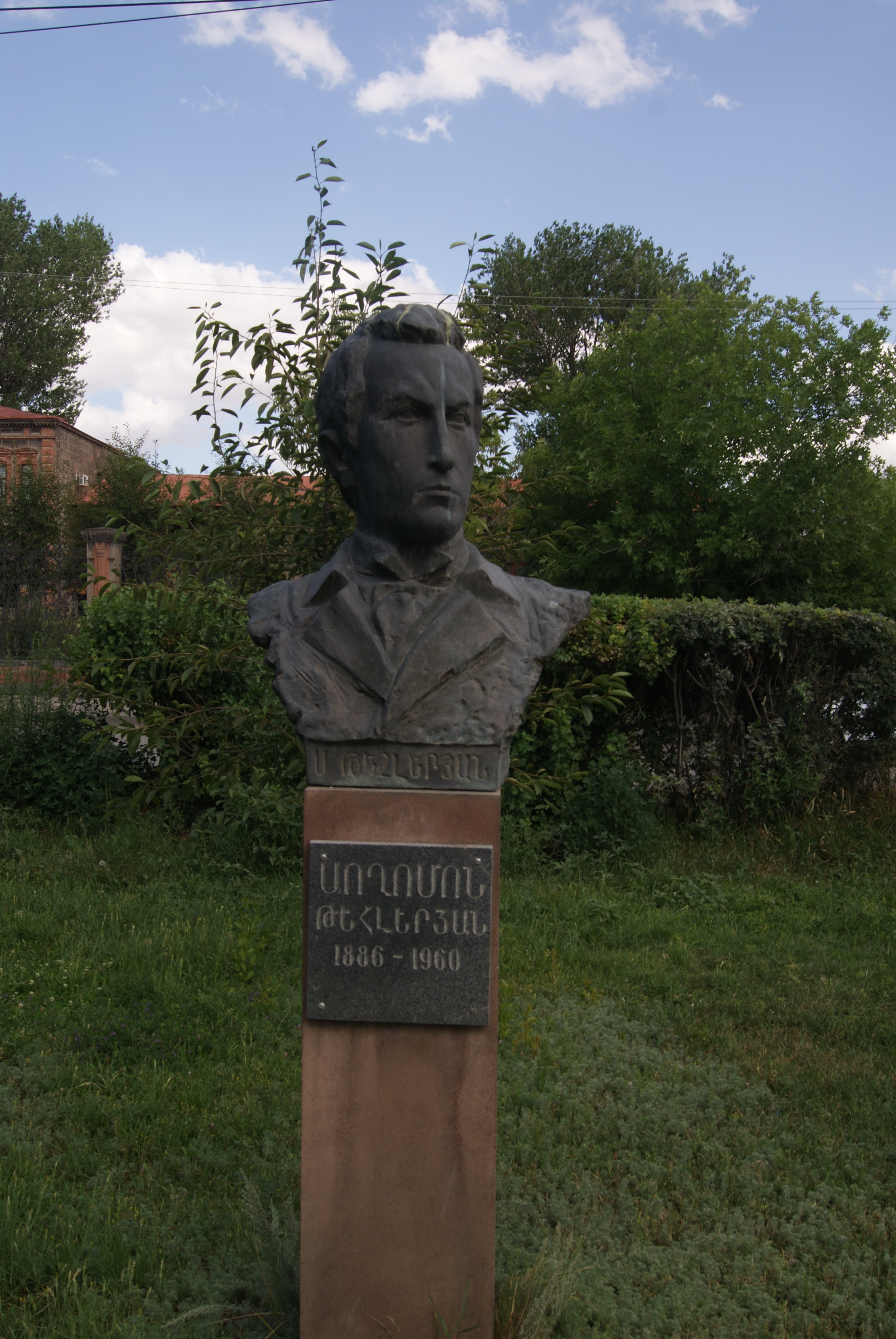
Tehlirian在亚美尼亚久姆里的半身像。柱子上的牌匾错误地将他的出生年份列为 1886 年而不是 1896 年。

他的谋杀案审判影响了波兰犹太律师拉斐尔·莱姆金，后者后来对审判进行了反思，“特利里安自封为人类良知的法律官员。但是一个人可以任命自己来伸张正义吗？激情不会动摇这样一种正义，宁可取笑它吗？”结果，莱姆金受到启发，发起了一项法律，允许在普遍管辖权下起诉种族灭绝，理由是国家主权“不能被视为杀害数百万无辜人民的权利”。 历史学家汉斯-卢卡斯·基泽说：“暗杀使受害者的病态关系延续下去，以寻求报复，而肇事者根深蒂固地否认，而不是为真相和补救而谦卑的勇气。” 
政治理论家汉娜·阿伦特（Hannah Arendt）在她1963年出版的《艾希曼在耶路撒冷》一书中，将泰赫利里安比作Sholem Schwarzbard ，后者于1925年在巴黎暗杀了乌克兰政治家西蒙·彼得留拉 ，Schwarzbard认为这是彼得留拉在乌克兰反犹大屠杀中的罪魁祸首。阿伦特建议每个人都“坚持接受审判”，以便“通过法庭程序向世界展示对他的人民犯下的罪行而没有受到惩罚”。 
亚美尼亚竖立了几尊泰利里安雕像。他在亚美尼亚的第一座雕像于1990年在马斯塔拉村落成。 
2014 年，Tehlirian 的故事在漫画小说《特殊任务：复仇女神》中讲述。 
2017年，法国马赛的一个广场以他的名字命名。 

## 在流行文化中
在音乐中
著名革命歌曲歌曲 Գինի լից, Gini lits (“Pour the wine”) ， 是为了纪念和颂扬泰赫利里安刺杀塔拉特。它被记录在各种版本中，并且被许多亚美尼亚人铭记在心。 Sahak Sahakyan 的版本也有一个音乐视频。这首歌的第一节是： 
亚美尼亚人的恐怖震惊了世界，
土耳其王位倒地，
让我告诉你关于塔拉特之死的事。
倒酒，亲爱的朋友，倒酒，
好好喝吧；高兴地喝它。
电影改编
- 1982 年美国电影《柏林任务》，由 Hrayr Toukhanian 执导，准确地 记载了泰赫利里安在柏林暗杀塔拉特帕夏。
- Henri Verneuil的法国电影《Mayrig》 (1991) 描述了塔拉特的暗杀和泰赫利里安的审判。
- 对泰赫利里安的审判被改编成土耳其电影Duvardaki Kan（土耳其语） （“墙上的血”）。

## 进一步阅读
- 巴斯，加里·乔纳森。保持复仇之手：战争罪法庭的政治。普林斯顿大学出版社，2001 年。
- 博戈西安，埃里克。复仇女神行动：为亚美尼亚种族灭绝复仇的暗杀阴谋。纽约：Little, Brown & Company，2015 年。
- 伊赫里格，斯特凡。 “否认、接受和辩护的种族灭绝：塔拉特帕夏的暗杀和随后的审判作为早期魏玛共和国的媒体事件，”亚美尼亚研究学会杂志22（2013 年），第 10 页。 153-77。
- （亞美尼亞語） Tehlirian, Soghomon. Վերհիշումներ [“回忆”或“回忆”]，开罗：Husaper，1953 年。由 Vahan Minakhorian 书面记录
- Yeghiayan，Vartkes 。 Soghomon Tehlirian 案。加利福尼亚州格伦代尔：亚美尼亚纪念中心；第 2 版，2006 年。
- -个人资料页面 （页面存档备份，存于）